# Chicago Spurs
I Chicago Spurs furono un club calcistico statunitense di Chicago che militò nella National Professional Soccer League nel 1967.

## Storia
I Chicago Spurs vennero fondati nel 1967 per disputare la National Professional Soccer League, lega alternativa a quella riconosciuta internazionalmente USA. 
Gli Spurs ottennero il terzo posto della Western Division, non qualificandosi così per la finale del torneo.
Con la riunificazione delle due leghe, USA ed NPSL, nella North American Soccer League gli Spurs dovettero cedere il posto ai Chicago Mustangs, provenienti dalla lega rivale. Dopo un primo interessamento verso Milwaukee, gli Spurs furono ricollocati a Kansas City, Missouri, dando vita ai Kansas City Spurs.

## Allenatori
- Alan Rogers (1967)